# 伯蒂亚拉县

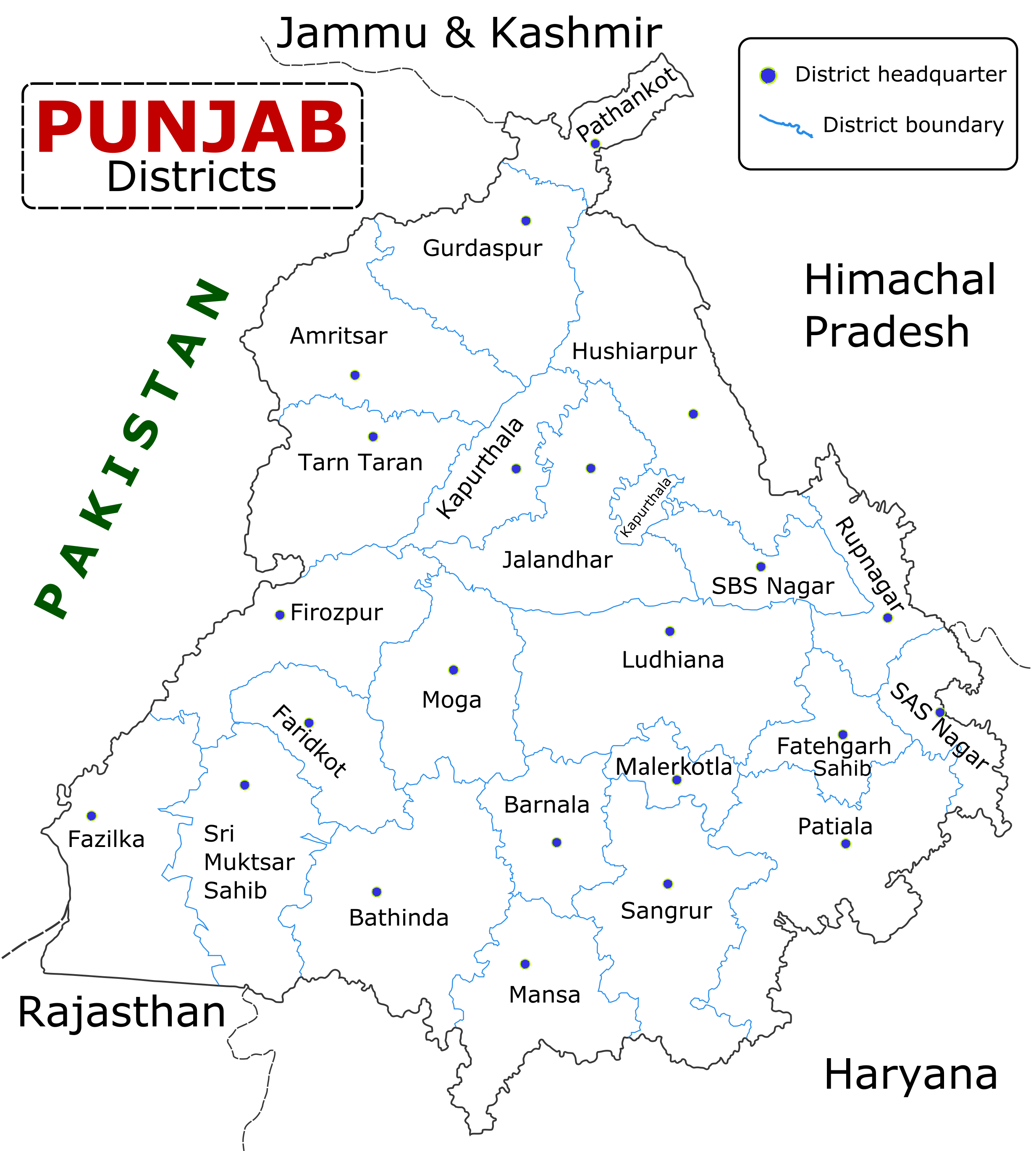

伯蒂亚拉县（Patiala district）是印度旁遮普邦的一個縣，位於該國西北部，面積3,627平方公里，每年平均降雨量688毫米，2011年人口189,282，人口密度每平方公里52人。
30°20′24″N 76°24′00″E / 30.34000°N 76.40000°E